# Марко Машановић
Марко Машановић (Горњи Цеклин, код Цетиња, 1894 — Цетиње, 19. април 1930), револуционар и члан Политбироа ЦК КП Југославије.

## Биографија
Члан Комунистичке партије Југославије, је од оснивања 1919. године. После доношења "Обзнане" отпуштен је из службе и 1925. године одлази илегално у Москву, где је похађао Међународну Лењинову школу. Јуна 1928. године, одлуком Извршног комитета Коминтерне, враћа се у Југославију ради спровођења „Отвореног писма члановим Комунистичке партије Југославије“, које је 13. априла упутила Коминтерна.
На Четвртом конгресу КПЈ, одржаном новембра 1928. године у Дрездену, изабран је за члана Центраног комитета КПЈ, а касније је укључен и у Политбиро ЦК КПЈ. При покушају полицијских органа да га ухапсе на Цетињу, пружио је отпор. Погинуо пошто је претходно усмртио једног, а ранио двојицу жандарма.